# Blankenloch

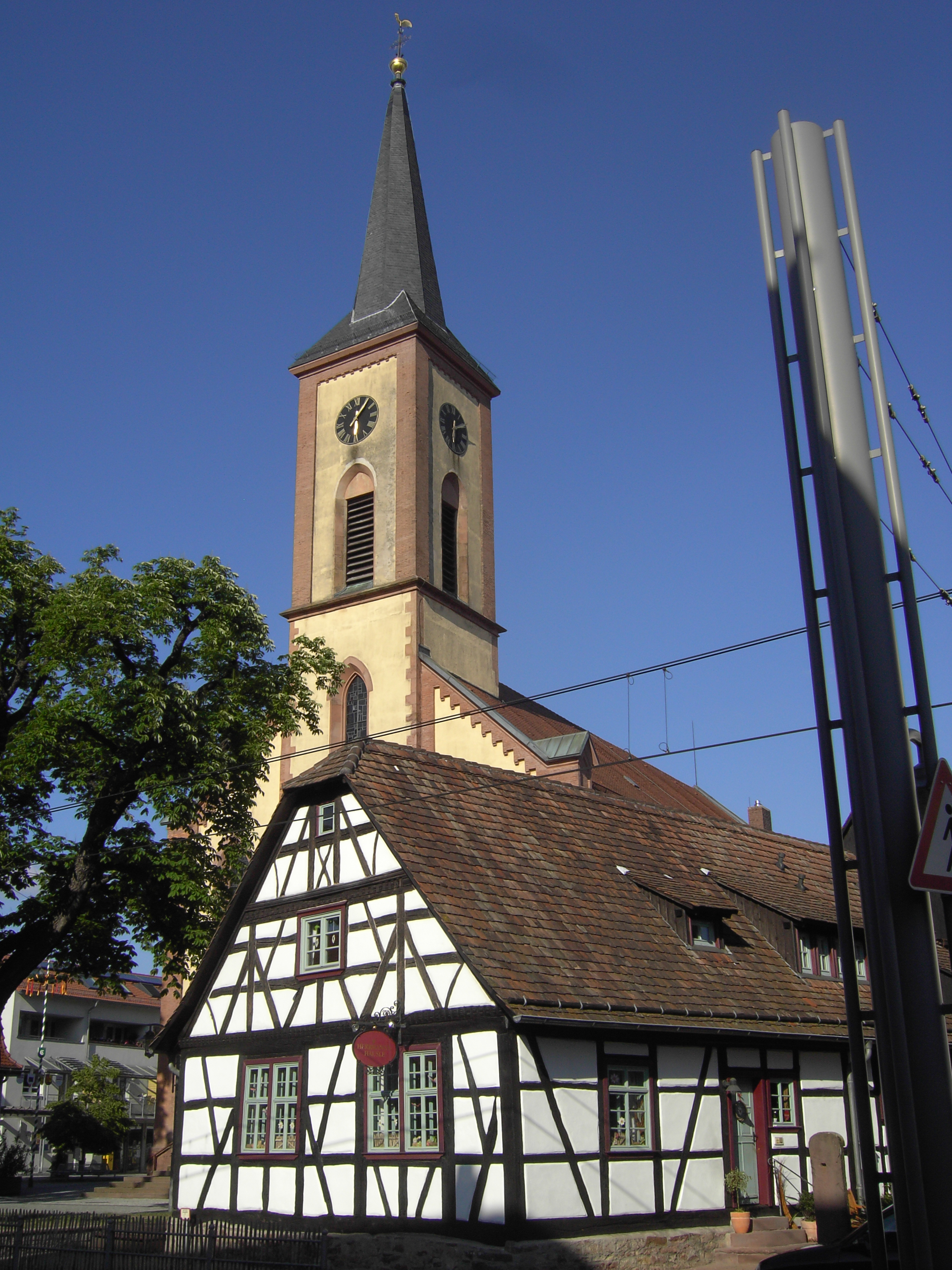
Hermannshäusle in Blankenloch, dahinter die Michaeliskirche

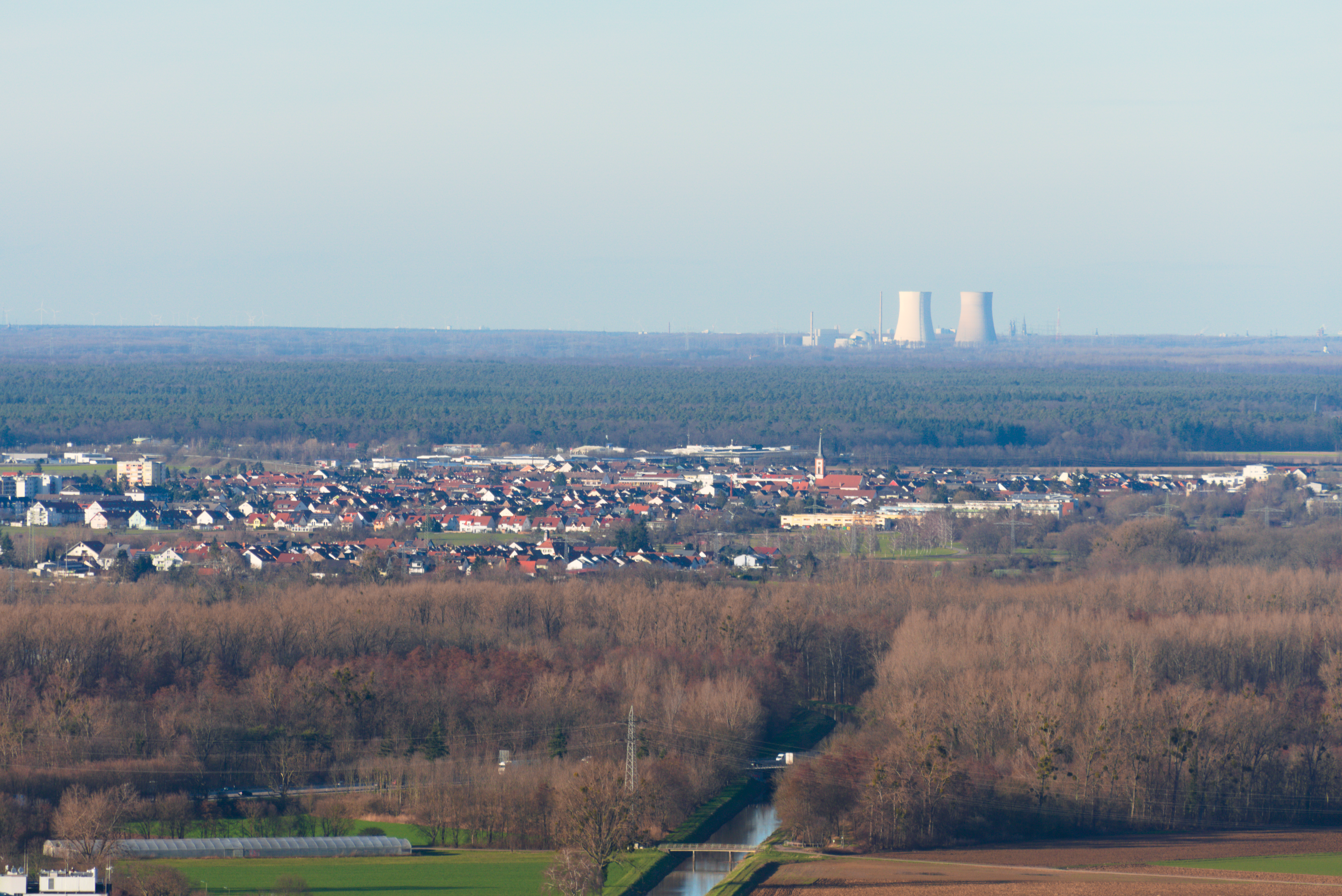
Blankenloch mit dem Kernkraftwerk Philippsburg im Hintergrund

Blankenloch ist ein Ort nördlich von Karlsruhe, der seit dem 1. Januar 1975 zusammen mit den drei Nachbarorten Friedrichstal, Spöck und Staffort die Stadt Stutensee bildet. Zum Stadtteil Blankenloch gehört auch der Ort Büchig. Seit dem 1. Januar 1998 ist Stutensee eine Große Kreisstadt.

## Geschichte
Blankenloch wurde am 15. Februar 1337 erstmals als Blankelach urkundlich erwähnt. Auf der Gemarkung des Dorfes wurde auch römische und frühe fränkische Besiedlung nachgewiesen. Die Kirche wird erstmals 1392 genannt. 1689 wurde das Dorf während des Pfälzer Erbfolgekriegs von den Truppen Melacs in Schutt und Asche gelegt, nur die Kirche und das sogenannte Kerns-Max-Haus überstanden die Einäscherung, der Rest musste neu aufgebaut werden.
Auf der Gemarkung von Blankenloch wurde 1749/50 das Schloss Stutensee mit den Steinen des 1689 gesprengten Stafforter Schlosses errichtet. Dieses Schloss, das ehemals Mittelpunkt des großherzoglichen Gestüts war, gab der heutigen Stadt ihren Namen.
1783 wurde erstmals die in der Hauptstraße verlaufende Blankenlocher Dorfbach erwähnt, die um 1962 an den östlichen Dorfrand verlegt wurde.
Blankenloch erhielt am 1. April 1936 im Rahmen einer Verwaltungsreform das Nachbardorf Büchig. Am 1. Januar 1975 kam Blankenloch zur neuen Gemeinde Stutensee.
Es besteht eine Städtepartnerschaft mit der ungarischen Gemeinde Tolna.

## Industrialisierung
Die Industrialisierung setzte in Blankenloch ab 1830 ein, die laut der 1895 veröffentlichten Dissertation von Moritz Hecht in der unteren Hardt zu einem bescheidenen Wohlstand der Zwerg- zu Industriebauern führte. Die Beschreibung der Kleinbauernentwicklung in Hagsfeld, Blankenloch und Friedrichstal stand im krassen Gegensatz zu den Ansichten von Karl Marx und wurde von W.J. Lenin 1901 in einem Aufsatz diskutiert. Zum Thema wurde diese Diskussion 2017 im Theaterstück „Lenin in Stutensee“, das die vier Stutenseer Stadtteile gemeinsam vor dem Schloss aufführten.

## Sport
In Blankenloch gibt es zwei Mehrspartensportvereine, den SV Blankenloch und die TSG Blankenloch, deren Volleyball-Männer seit 2018 höherklassig in der 3. Liga spielen.